# Robert Kutner
Robert Kutner (* 11. April 1867 in Ueckermünde; † 5. Oktober 1913 in Berlin) war ein deutscher Urologe und Publizist.

## Leben und Wirken
Robert Kutner wurde als Sohn eines praktischen Arztes in Ueckermünde geboren, besuchte das Gymnasium in Guben und studierte Medizin an den Universitäten Berlin, Kiel, Freiburg. Im Jahr 1890 wurde er in Berlin promoviert. Kutner war Schüler in der Poliklinik von Max Nitze, zugleich erwarb er auch bei Leopold von Dittel in Wien und Felix Guyon in Paris spezielles Fachwissen zur Lehre von den Harnleiden.
1892 ließ er sich als Urologe mit einer eigenen Praxis in Berlin nieder; er erwarb sich Verdienste um die Asepsis in der Urologie. Besonders auf dem Gebiet der Photographie und Kinematographie der Harnblase und deren Nutzung für die ärztliche Fortbildung engagierte er sich. Im Juni 1902 erhielt er die Berufung zum Professor.
Von 1904 bis zu seinem Tode war Kutner Chefredakteur der 1904 erstmals erschienenen Zeitschrift für ärztliche Fortbildung.
1906 wurde er Direktor des Kaiserin-Friedrich-Hauses für das ärztliche Fortbildungswesen in Berlin, ferner Generalsekretär des preußischen und des Internationalen Komitees für das ärztliche Fortbildungswesen.
Mit Ernst von Bergmann zählt Kutner zu den Mitbegründern des ärztlichen Fortbildungswesens in Deutschland.

## Schriften (Auswahl)
- Ueber Photographie innerer Körperhöhlen, insbesondere der Harnblase und des Magens. In: Deutsche Medizinische Wochenschrift. Bd. 17 (1891), S. 1311–1315.
- Die instrumentelle Behandlung von Harnleiden (Lehrbuch), um 1900.[1]
- Über die Weiterbildung der praktischen Ärzte. In: Deutsche Medizinische Wochenschrift. Bd. 26 (1906), S. 777–779
- Die Bedeutung der Kinematographie für medizinische Forschung und Unterricht, sowie für volkshygienische Belehrung. In: Zeitschrift für ärztliche Fortbildung. Bd. 8 (1911), S. 249–251.